# Jeppesen Sanderson
Jeppesen Sanderson ist ein global agierendes US-amerikanisches Unternehmen, das sich auf aeronautische Kartografie, Navigationsdienstleistungen, die Flugplanung, den Versuchsbedarf und die Flugausbildung spezialisiert hat. Das Unternehmen ist eine Tochtergesellschaft von Boeing. 
Das Unternehmen hat auch verwandte Software veröffentlicht, die in der Produktlinie Electronic flight bag verwendet wird.
Das Unternehmen hat seinen Sitz in der Nähe von Centennial, einem Vorort von Denver, und Niederlassungen in der ganzen Welt, einschließlich Neu-Isenburg (Deutschland) (seit 1957, zur Kartenherstellung und Versorgung der östlichen Hemisphäre), Crawley (Vereinigtes Königreich), Canberra (Australien) (seit 1990), China (seit 1996) und Russland (seit 2001). Die Gesellschaft war die erste, die aeronautische Karten zur Navigation während des Fluges für Piloten herausgab.

## Geschichte
Die Gesellschaft wurde 1934 von dem Piloten Elrey Borge Jeppesen gegründet, der selbst für die Varney-Luftfahrtgesellschaften arbeitete. Die Informationen, die er sammelte und die Karten, die er zeichnete, waren zuerst nur für seinen persönlichen Gebrauch, aber Mitpiloten sahen schnell die Vorteile dieser Karten und Jeppesen fing an, Kopien seines Kartenbuches für 10 Dollar zu verkaufen. Andere Piloten begannen, Daten auf ihren eigenen Routen zu sammeln und sandten diese Jeppesen, damit er sie in sein Navigationsbuch aufnehmen konnte.
Jeppesen arbeitete in den späten 1930er für die Luftfahrtgesellschaft United Airlines, nachdem die Varney-Luftfahrtgesellschaften mit mehreren anderen Gesellschaften zu United Airlines verschmolzen worden waren. United Airlines war eine der ersten Luftfahrtgesellschaften, die die Karten von Jeppesen verwendete. Nach einer Weile begann das Kartengeschäft so viel Zeit von Jeppesen zu beanspruchen, dass er seinen Job als Flugkapitän aufgab und sich ausschließlich dem Anfertigen von Karten widmete.
Im Jahr 1957 eröffnete Jeppesen im Rahmen ihrer Zusammenarbeit mit der U.S. Army ein Büro in Frankfurt am Main.

## Beteiligung an den außerordentlichen Auslieferungen der CIA
Am 23. Oktober 2006 berichtete der New Yorker, dass Jeppesen Sanderson die logistische Planung für die außerordentlichen Auslieferungen (engl.:extraordinary rendition) der CIA durchführte. Die Behauptung gründete auf Informationen eines ehemaligen Angestellten, der Bob Overby, den leitenden Manager des Unternehmens, mit folgenden Worten zitierte: „Wir erledigen alle außerordentlichen Auslieferungen — sie wissen, die Folter-Flüge. Seien wir ehrlich, manche dieser Flüge enden auf diese Weise. Macht sich natürlich bezahlt.“ (Original: „We do all of the extraordinary rendition flights—you know, the torture flights. Let’s face it, some of these flights end up that way. It certainly pays well.“) Im Artikel wurde auf die Möglichkeit hingewiesen, dass Jeppesen Sanderson vor diesem Hintergrund im Zivilprozess von Khaled El-Masri mitangeklagt werden könnte. In einer Klage im Namen mehrerer Personen, die vermutlich ebenfalls einer außerordentlichen Auslieferung unterzogen worden waren, die die ACLU am 30. Mai 2007 vorbrachte, wurde Jeppesen Sanderson als Mitangeklagter benannt. Die Klage wurde im Februar 2008 auf Antrag der US-Regierung abgewiesen, mit der Begründung, der Fall würde Staatsgeheimnisse enthüllen und die Beziehungen zu den kooperierenden Ländern gefährden. Diese Entscheidung wurde am 28. April 2009 von einer höheren Instanz aufgehoben und das Verfahren wieder aufgenommen.

## Unternehmen
Das Unternehmen stellt Karten- und Navigationsmaterial und verwandte Produkte für die Luftfahrt her (aviation information services, Bücher, Videos, Lehr- und Übungsmaterialien, elektronische Navigationsdaten), in geringerem Umfang auch für die Schifffahrt. Die Firma produziert über 60.000 verschiedene Luftfahrtkarten, die in regelmäßigen Abständen aktualisiert und neu herausgegeben werden müssen, da die Luftfahrtinformationen (Frequenzen, Flugplätze, Luftraumstruktur) ständigen Veränderungen unterliegen. 
Weiterhin werden Flughandbücher mit Sicherheitsinformationen hergestellt und weltweit an über 300.000 Piloten und 400 Fluggesellschaften vertrieben. Es werden datenbankgestützte digitale Leistungen für Flugplanung, Wetterdienste, Navigationsdaten, Treibstoffplanung und weitere Leistungen über das Internet angeboten.
Damit ist das Unternehmen der Marktführer auf diesem Gebiet. Im Geschäftsjahr 2005 betrugen die Umsätze (Verkäufe) 120 Mill. US$. Die Firma hatte 2006 1.600 Mitarbeiter. Präsident und Chief Operations Officer ist Mark Van Tine. Vizepräsident für Finance and Supplier Management und Chief Financial Officer ist Jepson S. Fuller.
Senior Vice President und Chief Information Officer ist Austin Klahn.
Die Firma feierte am 28. Januar 2007 den hundertsten Geburtstag des Firmengründers, der die Luftfahrtkarte erfunden hat und diese Erfindung in seiner Firma wirtschaftlich erfolgreich umgesetzt hat. 

### Boeing
Das Unternehmen wurde im September 2000 für 1,5 Mrd. US$ von Tribune Company an Boeing verkauft und gehörte bis April 2025 zu Boeing Commercial Aviation Services, die wiederum zu Boeing Commercial Airplanes gehören. Boeing verfolgte mit dem Kauf die Strategie, sein Geschäftsfeld auf den Luftfahrt-Servicebereich auszudehnen. Boeing erwartet in den folgenden 20 Jahren, mit der Firma einen Gewinn von 2,6 Mrd. US$ zu machen. 
Der Gewinn des Unternehmens war 1999 (dem Jahr vor dem Kauf durch Boeing) 235 Mio. US$. Damit war die Kaufsumme von 1,5 Mrd. US$ sechsmal so hoch. Unter Boeing wuchs Jeppesen Sanderson weiter. Die Gewinne werden von Boeing jedoch nicht gesondert ausgewiesen, waren aber sicherlich verschwindend angesichts von Boeing Commercial Airplanes Gewinn von 40 Mrd. US$ – hauptsächlich aus der Produktion von Verkehrsflugzeugen. Vor dem Kauf im Jahr 2000 gab es neben Boeing noch 10 andere Mitbieter, was den Kaufpreis in die Höhe trieb. Der Medienriese Tribune Company musste Jeppesen Sanderson verkaufen, um seine Schulden nach dem Kauf der Los Angeles Times zu begleichen. Tribune Company hatte erst im Juni 2000 für 8 Mrd. US$ die Times Mirror Company erworben, in deren Besitz sich auch Jeppesen Sanderson befand. 

### Thoma Bravo
Das Unternehmen wurde im April 2025 für 10,55 Mrd. US$ von Boeing an Thoma Bravo verkauft.

## Mitbewerber
Der US-Markt ist der größte weltweite Einzelmarkt für Luftfahrtkarten und Luftfahrtbedarf. Der Markt für Luftfahrtkarten und Luftfahrtbedarf ist sehr stabil und nicht so zyklisch wie die Luftfahrtindustrie (Flugzeugherstellung).
Konkurrent bei der Herstellung von Luftfahrtkarten ist die FAA, die deutlich mehr Personal hat (48.853 Mitarbeiter). Allerdings ist das Aufgabengebiet dieser staatlichen Behörde auch wesentlich umfangreicher. Sie ist allein an 19.000 Flugplätzen vertreten. 
Weitere Mitbewerber sind National Air Traffic Services (5.000 Mitarbeiter), NAV CANADA (5.400 Mitarbeiter), Lufthansa Systems und Navblue.